# 乃美景興
乃美 景興（のみ かげおき）は、戦国時代から安土桃山時代にかけての武将。小早川氏、毛利氏の家臣。安芸茶臼山城主。父は乃美隆興。子に乃美元興、乃美興次。

## 生涯
小早川氏家臣ながら毛利氏との関係も強い乃美隆興の嫡男として生まれる。
天正8年（1580年）8月14日、父・隆興から所領を譲られ、家督を相続する。
天正10年（1582年）、織田氏との戦いにおいて、いわゆる「境目七城」と称された毛利方の7つの拠点の内の1つである備中宮路山城に在番し守りにつく。同年4月16日以前に織田勢は宮路山城の攻撃を開始し、城の四方から仕寄を作って肉薄して水の手を絶ったことで、景興は竹井惣左衛門を羽柴秀吉のもとに派遣し、5月13日には開城した。
同年6月17日付けで、毛利輝元が景興の子の乃美千熊丸（後の乃美元興）に対して所領宛行を行っていることから、宮路山城開城の責任を追及されて景興が隠居することとなった可能性が指摘されている。
天正11年（1583年）7月8日、居城である安芸茶臼山城において死去。嫡男の元興が後を継いだ。